# Place d'Autriche
La place d'Autriche (en russe : Австрийская площадь, Avstriïskaïa plochtchad’) est une place de style Art nouveau située dans le district de Petrograd à Saint-Pétersbourg à l'intersection de la perspective Kamennoostrovsky avec la rue Mira (anciennement Roujeïnaïa) . La place forme un octogone, l'ensemble se composant de cinq bâtiments  .

## Histoire
Les premiers bâtiments à l'intersection de la perspective Kamennoostrovsky et de la rue Bolchaïa Oroujeïnaïa sont apparus en 1711 : sur ordre de la chancellerie de l'armurerie, 19 mazankas pour artisans tisserands ont été construites. Plus tard, la cour de Khamovny a été érigée sur le remblai de la Fontanka, les maisons libérées ont été remises à la chancellerie de l'ambassadeur. Jusqu'au début du XXe siècle, une partie importante des lieux était occupée par des jardins potagers  .
La place d'Autriche moderne a été décrite dans le plan général de Saint-Pétersbourg en 1831, la forme octogonale finale a été corrigée et approuvée en 1880. Le développement des immeubles d'habitation a commencé au début du XXe siècle. L'ensemble de la place a été développé par l'architecte Wilhelm Schaub. Des bâtiments expressifs dans le style de l'Art nouveau allemand ont été construits selon ses conceptions, les critiques ont loué l'originalité et la sophistication de leur conception. Contrairement au classicisme typique du reste des bâtiments de Pétersbourg, l'ensemble Schaub a été créé à l'intersection de l'Art nouveau et du baroque. La zone entière a été caractérisée comme « entièrement transplantée d'une ville allemande », alors qu'elle est restée sans nom et les maisons ont été numérotées séparément selon les rues,,. Selon une version, la place aurait été conçue comme une copie plus petite de l'Amalienborg de Copenhague  .

## Galerie

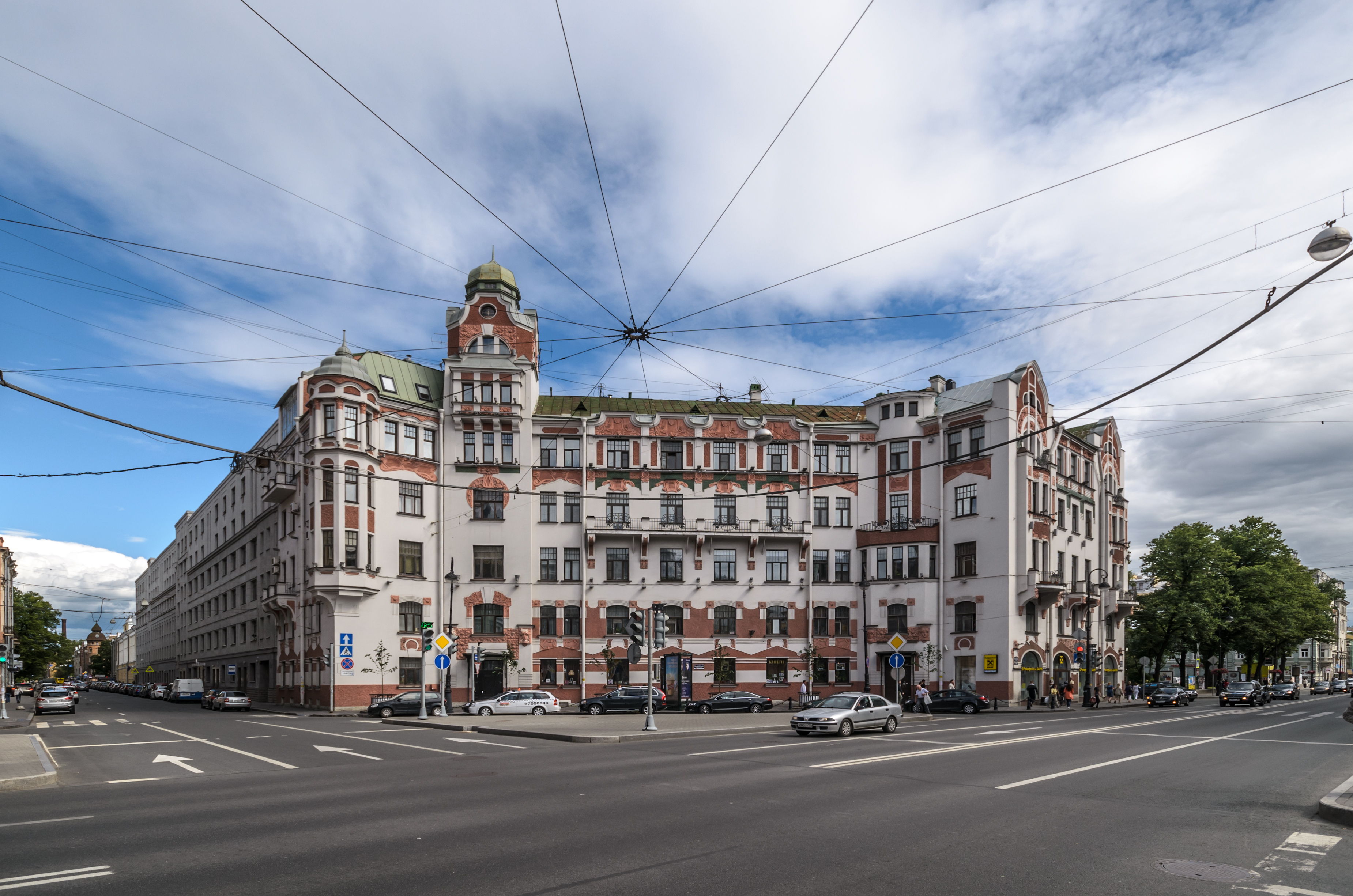
Place d'Autriche - Perspective Kamennoostrovsky, maison no 13, immeuble de K. Kh. Keldahl
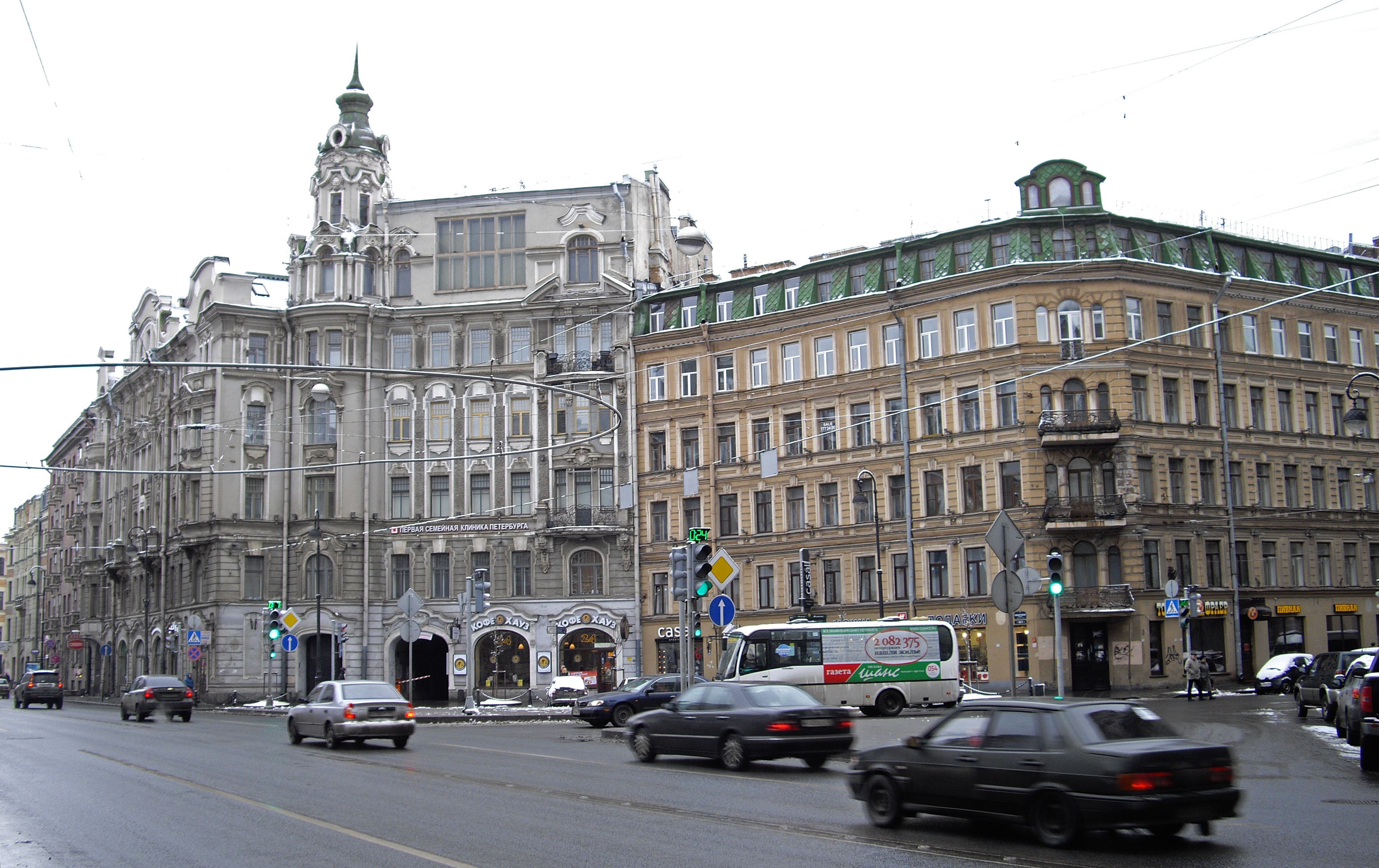
Place d'Autriche - Perspective Kamennoostrovsky, maisons d'E.K. Lipgart (no 16, à gauche) et de G.F. Lepenberg (no 18, à droite)
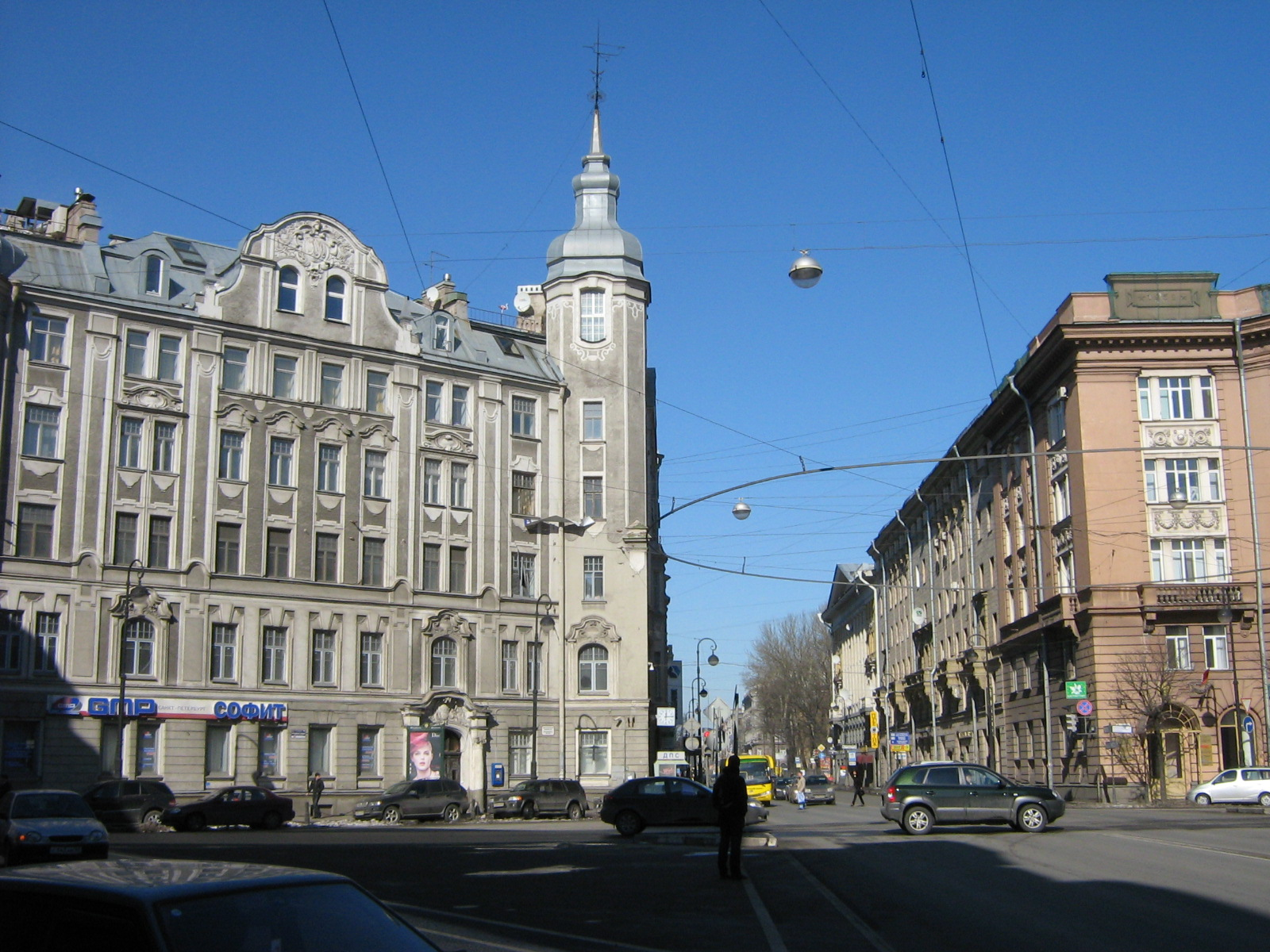
Place d'Autriche. St. Mira, no 10 / Kamennoostrovsky, no 20 (maison de M. M. Gorbov). À droite : st. Mira, no 12 / Kamennoostrovski, no 15
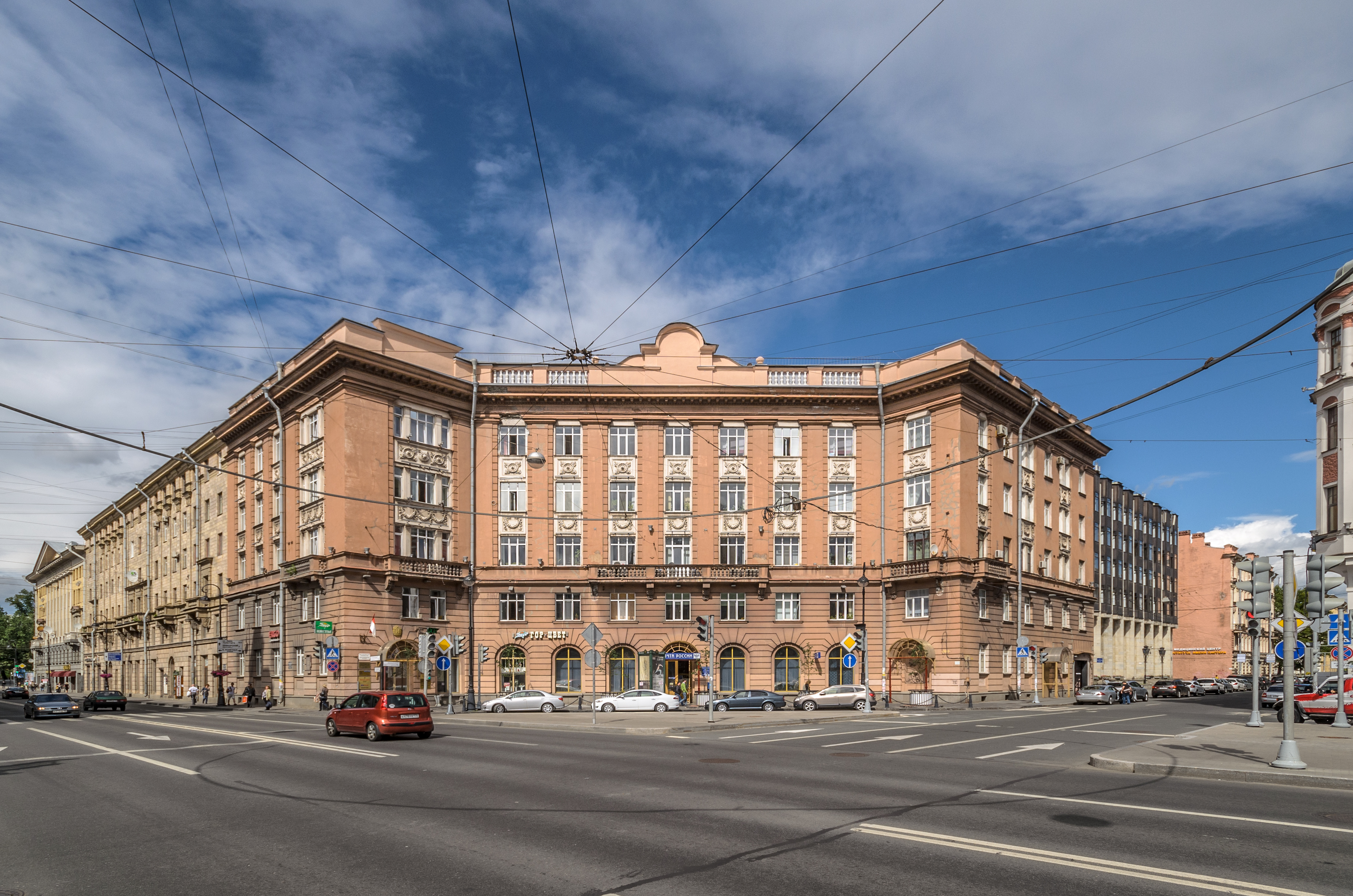
Kamennoostrovsky pr., no 15 / st. Mira, no 12. Maison conçue par les architectes O. I. Gouriev et A. P. Chtcherbionok, vue depuis la place d'Autriche